# روی بوچر
روی بوچر (انگلیسی: Roy Bucher؛ ۳۱ اوت ۱۸۹۵ – ۵ ژانویه ۱۹۸۰) فرد نظامی اهل بریتانیا بود. وی برندهٔ جوایزی همچون صلیب نظامی شده‌است.
وی یک افسر ارتش هند بریتانیا بود که دومین فرمانده کل ارتش هند و آخرین غیر هندی بود که پس از تجزیه هند، بالاترین مقام ارتش هند را به دست آورد.